# José Antonio Díaz Fernández
José Antonio Díaz Fernández de nombre artístico Chaquetón (Algeciras, 1946 - Madrid, 29 de diciembre de 2003) fue un cantaor de flamenco perteneciente a una notable familia de artistas flamencos en la que destacaron su hermano Manuel El Flecha, su padre El Flecha de Cádiz, sus tíos maternos de la saga de los Chaqueta Tomás El Chaqueta, Antonio "El Chaqueta", Adela La Chaqueta, Antonio El Chaleco y Salvador Pantalón y su abuelo José Fernández Vargas El Mono. 
De voz profunda este cantaor era considerado especialista en diversos palos flamencos como las malagueñas aunque fue capaz de desenvolverse con toda naturalidad en los más diversos cantes, tanto en acompañamiento como de cantaor principal.
José Antonio Díaz Fernández reside en Madrid desde los doce años al trasladarse su familia desde Algeciras tras haber vivido varios años en La Línea de la Concepción. En la capital de España comienza sus primeras actuaciones a los quince años en la Venta Manzanilla, más tarde en la Zambra de Madrid para entrar a formar parte de la compañía de Pacita Tomás y Carmen Mora recorriendo gran parte de la geografía española y americana con sus espectáculos. 
Premio Enrique el Mellizo en el Concurso de Arte Flamenco de Córdoba de 1980 se dedica desde principios de los años setenta a cantar en solitario cultivando los palos propios del sur de Andalucía llegando a actuar durante cuatro años (1981-1984 en París en los cursos organizados por la Juventudes Musicales de Francia y durante 1983 para los Cursos de la Cátedra de Flamencología de Jerez. En su honor existe en Madrid una de la peñas flamencas más importantes de la ciudad. 

## Discografía
- José Antonio Díaz Fernández Chaquetón (1972)

- Mi Casta de los Chaqueta(1975)

- Ritmo y Pureza(1977)

- Ayer y hoy. (1992)

- Mis adentros. (2002)